# نقار لوفايون
نقار لوفايون (الاسم العلمي:Picus vaillantii) (بالإنجليزية: Levaillant's Woodpecker)‏ هو نوع من الطيور يتبع جنس النقار الحقيقي من الفصيلة النقارية الحقيقية.